# Fernando Otorgués
Fernando Otorgués (Montevideo, 1774 – Montevideo, 1831) fue un militar oriental de las guerras de la independencia. Jefe militar de la primera época del Uruguay, fue objeto de fuertes controversias debido a su escasa adaptabilidad a normas centradas y, sobre todo, su inconducta en la función de Gobernador Militar de Montevideo en 1815.
Según varios escritos, su apellido pudo ser Torgués, que luego adoptó la grafía por la cual se le conoce. En cuanto a su nacimiento, hay motivos para creer que nació en 1774, probablemente en la jurisdicción del Pantanoso, dónde su padre, José Torgués, español natural de Huesca, era terrateniente. Los registros de su carrera militar se documentan a partir del 26 de febrero de 1814, cuando el gobierno de Buenos Aires le extendió despachos de coronel de caballería de línea, por lo que se deduce que su presencia en las filas orientales se remonta a los primeros días de lucha. 
Acampado en Las Piedras en 1814, a la rendición de los españoles en Montevideo, pidió al general Carlos María de Alvear la entrega de la plaza en nombre de Artigas, pero Alvear, después de entretenerlo con dilatadas gestiones, lo hizo atacar sorpresivamente el 25 de junio, fundamentalmente para dispersarlos.
Entablada la lucha entre Artigas y el directorio de Buenos Aires, el coronel Manuel Dorrego, con fuerzas muy superiores, lo volvió a sorprender en su campamento de Marmarajá, en Minas, el 14 de octubre.
La completa victoria que el coronel Fructuoso Rivera obtuvo sobre Dorrego en Guayabos, el 10 de enero de 1815, en la que este último pudo escapar penosamente cruzando el Río Uruguay con una cincuentena de hombres, obligó al Directorio a evacuar Montevideo, entrando Otorgués en la plaza el 15 de febrero, con el nombramiento de Gobernador Militar que le confería Artigas.

Bandera artiguista izada por Fernando Otorgués en Montevideo.

Le cupo a Otorgués, el 26 de marzo del mismo año, enarbolar en la capital la bandera tricolor artiguista por vez primera.
Otorgués no era un hombre negado ni analfabeto, pero los hábitos de campaña y la vida militar lo inhabilitaban en el trato político que aquella ocasión merecía. Se le consideraba prepotente, desconsiderado y tolerante con los excesos de los soldados que eran los verdaderos dueños de la ciudad, aunque aquella inconducta y estos desmanes se hallen distantes de haber sido lo que han escrito algunos escritores mal dispuestos hacia Otorgués. Considerando que la mayoría de la gente que había quedado en Montevideo, antiguos realistas, conservaba odio profundo a los patriotas y, por lo tanto, se halló siempre dispuesta a contravenir lo que de los orientales provenía, deseando las peores de las suertes para los artiguistas. Dentro de tales sentimientos era excusado andar con contemplaciones y, lógicamente, Otorgués no las tuvo.[cita requerida]
Artigas lo separó del puesto, comisionando especialmente al coronel Fructuoso Rivera para que se trasladara a la Montevideo, a normalizar la vida capitalina, el 29 de julio y Miguel Barreiro, secretario del Libertador de los Pueblos Libres, se hacía cargo del gobierno, investido con el carácter de Delegado.
Volvió Otorgués a la vida militar, participando en la resistencia del país contra la Invasión Luso-Brasileña, cuando los porteños unitarios exiliados y encabezados por Alvear, buscaron derrotar a Artigas, revelando a los portugueses información militar sensible, con lo que apoyaron  la invasión que se produjo sobre la Banda Oriental en el año 1816, por lo que Otorgués pasó las operaciones en la frontera del Este.
Tras la derrota de los orientales en la batalla de India Muerta el 19 de noviembre, continuó resistiendo en las zonas aledañas con esperanzas de éxito. Pero la indisciplina de Rivera que conllevó sus tres órdenes directas desobedecias de atacar la Fortaleza de Santa Teresa causaron que los invasores los dispersaran en Casupá.
En el último período estaba al mando del llamado Ejército de la Derecha, y el coronel permaneció firme al pie de la bandera, en la misma época en que sus iguales militares, Rufino Bauzá y los hermanos Manuel Oribe e Ignacio Oribe abandonaban la causa, sin embargo al abandonar Montevideo según las órdenes de Artigas debió desoír al hacer frente a la Rebelión de los Cívicos aquella que imploraba demoler las murallas de la ciudad e incendiarlo todo a cabo no dejar nada a los portugueses.
Derrotado por Bento Gonçalves da Silva en El Cordobés el 6 de mayo de 1819, fue capturado por los portugueses, que lo enviaron a Río de Janeiro. Allí permaneció encerrado por dos años, hasta que en mayo de 1821 fue enviado de regreso a Montevideo, conjuntamente con varios compañeros orientales.
Durante la Provincia Cisplatina, en plena dominación extranjera, fue a establecerse en la campaña de San José. Apenas se produjo la invasión revolucionaria con la Cruzada Libertadora de Juan Antonio Lavalleja en 1825, fue preso por las autoridades brasileñas como precaución, siendo confinado en Montevideo, por lo que no pudo participar en la guerra. En 1827, halló oportunidad de burlar la vigilancia de sus captores yendo a ponerse a las órdenes del general Lavalleja, para servir con los suyos en las etapas finales de la guerra del Brasil.
Desde esa época se retiró al cuidado de sus intereses personales, hasta su fallecimiento en 1831 en la casa de la actual calle Cerrito, en aquella época llamada de San Luis. El gobierno ordenó una misa de cuerpo presente en la Iglesia Matriz, con asistencia de jefes y oficiales.
La bandera de su regimiento (de tres franjas horizontales roja, azul y blanca respectivamente) es utilizada en la actualidad, por el movimiento político Frente Amplio.
| Predecesor: Miguel Estanislao Soler | Gobernador de Montevideo Febrero - julio de 1815 | Sucesor: Miguel Barreiro |